# آیین‌نامه انضباطی دانشجویان
آیین نامه انضباطی دانشجویان قانونی در ایران و مصوب شورای عالی انقلاب فرهنگی که طبق آن به کلیه تخلفات دانشجویان در طول دوران تحصیل در هر محیط اعم از دانشگاه و بیرون از دانشگاه رسیدگی می‌شود.

## کمیته انضباطی
کمیته انضباطی مرجع رسیدگی به تخلفات دانشجویان است و از دو کمیته «بدوی» و «تجدید نظر» تشکیل شده‌است.

### کمیته انضباطی بدوی
ترکیب اعضاء کمیته انضباطی بدوی دانشگاه و چگونگی انتخاب آنها:
1. معاون دانشجویی دانشگاه به عنوان رئیس کمیته انضباطی بدوی
2. مسئول دفتر نمایندگی رهبری در دانشگاه یا نماینده تام‌الاختیار
3. یک نفر عضو هیئت علمی به انتخاب رئیس دانشگاه
4. دو نفر دانشجو به انتخاب رئیس دانشگاه
5. دبیر کمیته انضباطی بدوی بدون حق رأی

### کمیته انضباطی تجدید نظر
1. رئیس دانشگاه به عنوان رئیس کمیته تجدید نظر
2. مسئول دفتر نمایندگی رهبری در دانشگاه
3. معاون دانشجویی دانشگاه به عنوان دبیر کمیته تجدید نظر

## حدود اختیارات کمیته انضباطی

### رسیدگی به جرایم عمومی دانشجویان
از قبیل تهدید، تطمیع، توهین، ضرب و جرح، جعل، سرقت، رشوه، اختلاس یا قتل

### تخلفات آموزشی و اداری
- تقلب در امتحان و فرستادن شخص دیگری به جای خود
- ارتکاب هر عملی که موجب وقفه یا مزاحمت در اجرای برنامه‌های دانشگاه یا خوابگاه شود
- ایراد خسارت به اموال دانشگاه

### تخلفات سیاسی
- دادن اطلاعات خلاف واقع یا کتمان واقعیات از روی عمد نسبت به خود یا گروهک‌های محارب یا مفسد یا افراد وابسته به آنها.
- عضویت در گروهکهای محارب یا مفسد یا ملحد یا هواداری و انجام دادن هر عملی به نفع آنها.
- فعالیت و تبلیغ به نفع گروهکها و مکاتب الحادی.
- توهین به شعائر اسلامی یا ملی و ارتکاب اعمالی بر ضد نظام جمهوری اسلامی (مانند شعارنویسی، پخش اعلامیه و …)
- ایجاد بلوا و آشوب در محیط دانشگاه.

### تخلفات اخلاقی
- استعمال مواد مخدر یا شرب خمر یا قمار یا مداخله در خرید و فروش و توزیع این گونه مواد.
- استفاده از نوارهای ویدئویی یا صوتی یا لوحه‌های رایانه‌ای مستهجن یا مداخله در خرید و فروش، تکثیر، توزیع این گونه وسایل.
- عدم رعایت پوشش اسلامی یا استفاده از پوشش یا آرایش مبتذل.
- استفاده یا توزیع یا تکثیر کتب، مجلات، عکسهای مستهجن یا آلات لهو و لعب.
- عدم رعایت شئون دانشجویی.
- داشتن رابطه نامشروع.
- تشکیل یا شرکت در جلسات نامشروع.
- انجام عمل منافی عفت.

## تنبیهات
1. احضار و اخطار شفاهی
2. اخطار کتبی بدون درج در پرونده
3. تذکر کتبی و درج در پرونده
4. توبیخ کتبی و درج در پرونده
5. دادن نمره .۲۵
6. محرومیت از تسهیلات رفاهی دانشگاه
7. دریافت خسارت از دانشجو
8. منع موقت از تحصیل تا مدت دو نیمسال تحصیلی

## تغییرات در اعتراضات ۱۴۰۱
همزمان با اعتراضات ۱۴۰۱ دانشجویان ایران، «شیوه‌نامه اجرایی آیین‌نامه انضباطی دانشجویان» در آبان ۱۴۰۱ تغییراتی کرد و از ۱ آذر به دانشگاه‌ها ابلاغ شد. تشدید مجازات‌های مرتبط با ضوابط پوشش و حجاب، حذف حق رؤیت مستندات پرونده توسط دانشجو، الزام گرفتن مجوز برای گروه‌های مجازی بالای ۱۰۰ نفر، قانونی شدن اطلاع جزئیات پرونده به خانواده، تغییرات در تخلفات سیاسی و تشدید مجازات‌های آن از جمله مهم‌ترین این تغییرات بودند.

### فهرست تغییرات
| اضافه شدن جلوگیری از ورود دانشجو به دانشگاه | ماده ۱۲  | «رئیس دانشگاه مجاز است تاز مان رسیدگی به پرونده دانشجو، از ورود او به دانشگاه جلوگیری کند» اضافه شد     | اضافه شدن مجوز برای گروه مجازی بالای ۱۰۰ نفر | ماده ۳۲ | «تشکیل کلیه گروه‌های مجازی دانشجویی بالای ۱۰۰ نفر نیاز به مجوز کمیته ناظر بر نشریات دانشجویی دارد» اضافه شد |
| اضافه شدن شرکت در آشوب                      | ماده ۴۴  | «در صورت شرکت در آشوب و بلوا، دانشجوی متخلف به یکی از تنبیهات بند ۴ تا ۱۰ به جز ۵ محکوم می‌شود» اضافه شد |                                              |         | |
| تشدید مجازات عدم رعایت پوشش اسلامی          | ماده ۵۲  | «در صورت هنجارشکنی یا عمل شبکه‌ای یا اصرار و تکرار تنبیهات تا بند ۱۵ قابل تشدید است» اضافه شد            |                                              |         | |
| حذف منع تجسس در زندگی خصوصی                 | ماده ۱۱۰ | «کمیته مجاز به تجسس در زندگی خصوصی نیست» حذف شد                                                         |                                              |         | |

### واکنش‌ها
- انجمن اسلامی مدرسین دانشگاه‌ها ۱۴ آذر ۱۴۰۱ در بیاینه‌ای به تضییع حقوق دانشجویان در شیوه نامه جدید اجرائی آئین نامه انضباطی دانشجویان اعتراض کرد.[۹]
- ۱۱ تشکل دانشجویی در ۲۰ آذر ۱۴۰۱ در بیانیه‌ای روش تغییر شیوه‌نامه آیین‌نامه انظباطی دانشجویان را «غیردموکراتیک و توهین‌آمیز» اعلام کردند و خواستار ابطال آن شدند.[۱۰]
- ۹۰ عضو هیئت علمی دانشگاه علوم‌پزشکی تهران ۲۵ آذر ۱۴۰۱ با انتشار نامه‌ای خطاب به رئیس این دانشگاه، با انتقاد از تغییرات آیین‌نامه انضباطی دانشجویان، نسبت به تشدید برخوردها ابراز نگرانی کردند.[۱۱] در این نامه استادان دانشگاه این آیین‌نامه انضباطی را «ابزاری برای ساکت کردن صدای اعتراضات دانشجویان» خوانده‌اند.[۱۲][۱۳] آنها ضمن برشمردن تعدادی از اشکالات حقوقی این شیوه نامه تأکید کرده‌اند که «شک به جرم نباید منجر به صدور حکم گردد» و این رویه «اصل برائت» را نقض می‌کند.[۱۲] همچنین اساتید دانشگاه علوم پزشکی تهران تأکید کردند که در این شیوه‌نامه «کمر به آزار و اعتراف اجباری دانشجویان بسته‌اند» و یادآور شده‌اند که این امر، طبق ماده ۵۷۸ قانون مجازات اسلامی جرم محسوب می‌گردد.[۱۲] قبل از این نیز ۱۸ شورای صنفی دانشجویی طی بیانیه‌ای مشترکی با اعتراض به شیوه‌نامه جدید انضباطی، آن را «نقض آشکار حقوق انسانی و دانشجویی» برشمردند.[۱۲]